# The Dutchess
The Dutchess er titlen på  et album af den amerikanske sangerinde Fergie udgivet 13. september 2006. Det var hendes første soloalbum, og har solgt over 6 millioner eksemplarer[kilde mangler].